# Château de Peyrole
Ne pas confondre avec le Château de Payrolles, un des forts de défense d'Ambialet
Le château de Peyrole est un château fort disparu anciennement situé à Peyrole, dans le Tarn (France).

## Historique

### Origine
Le château de Peyrole était construit entre l'actuelle église Saint-Maurice et le lieu-dit Peyrole. Le site du château est occupé depuis l'Antiquité, avec la présence possible d'une villa gallo-romaine dont il est resté de nombreux vestiges,.

### Le château
Le château est certainement édifié au cours du Moyen Âge central, sous la suzeraineté des vicomtes d'Albi. Il n'est mentionné pour la première fois qu'en 1184, lorsque le seigneur de Peyrole, Pierre de Pétapol, le cède à l'abbaye de Candeil. On parle alors du « mas du château de Peyrole ». Il faut néanmoins attendre 1227 pour que le comte de Toulouse, Raymond VII, ne confie les droits de haute et basse justice à l'abbaye.
Peu de temps après cet événement et à cause de la croisade des albigeois, c'est finalement Philippe II de Montfort, seigneur de Castres, qui obtient le domaine. Celui-ci passe ensuite aux comtes de Foix, puis finalement tombe aux mains du roi de France qui garde les terres jusqu'en 1700, avant de les confier au baron François de Gélas, vicomte de Lautrec.
Pour ce qui est du château en particulier, il n'est plus mentionné après le XIIe siècle, et finit sûrement par être détruit, mais à une date inconnue.